# Karl Oppel (Schriftsteller)
Karl Oppel (* 9. August 1816 in Frankfurt am Main; † 12. Mai 1903 ebenda) war ein deutscher Pädagoge und Schriftsteller.

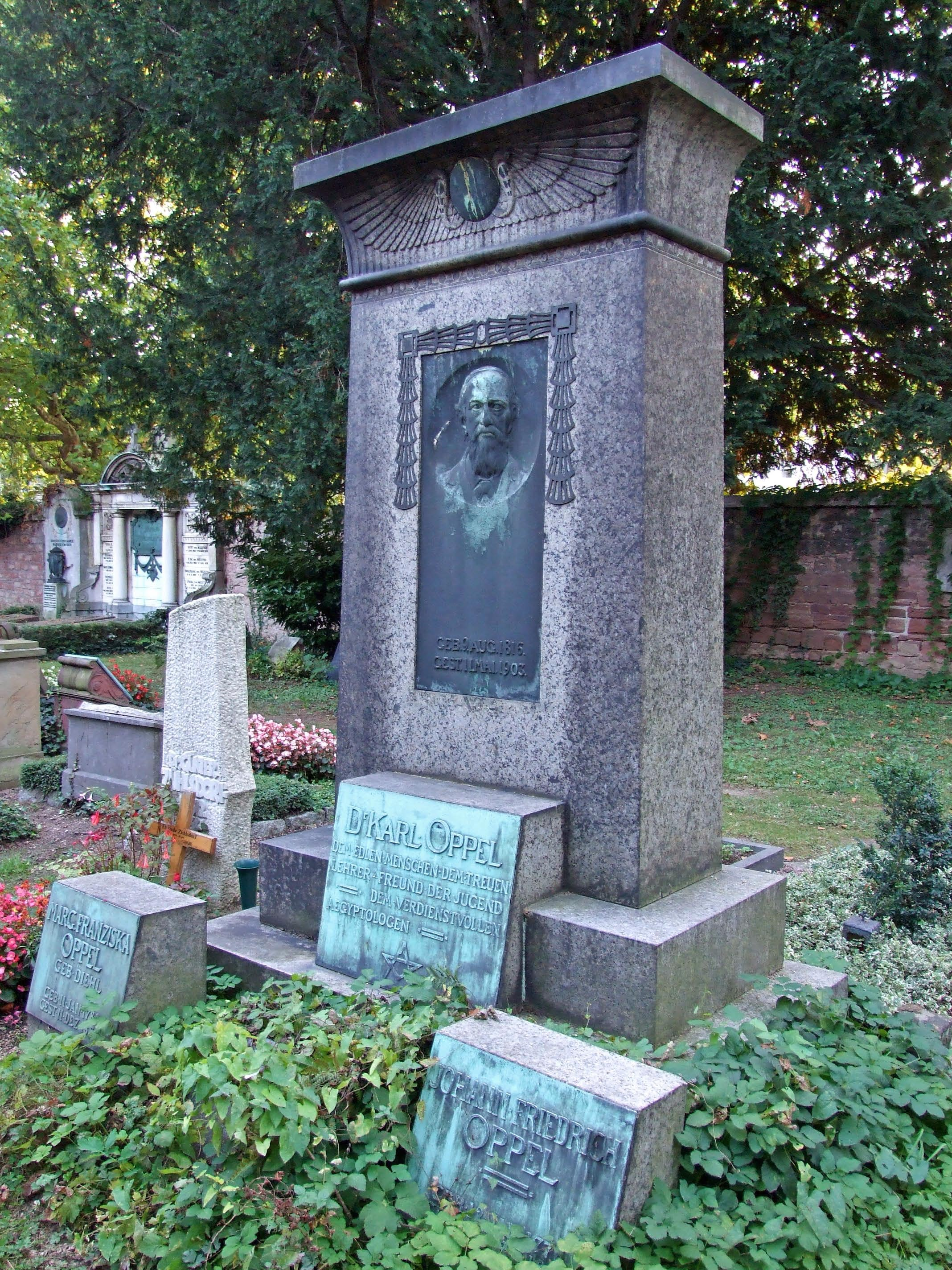
Grab auf dem Frankfurter Hauptfriedhof

## Leben
Oppels Vater war der aus Schlesien stammende, 1813 über Bayreuth nach Frankfurt eingewanderte Schneidermeister Johann Friedrich Oppel (1776–1865). Er war ein Bruder von Johann Joseph Oppel und Wigand Oppel. Von 1833 bis 1835 besuchte Karl Oppel das Lehrerseminar in Esslingen am Neckar und wurde anschließend Lehrer an der Weißfrauenschule in Frankfurt, von 1838 bis 1879 an der Musterschule. Am 14. Mai 1859 wurde er an der Universität Gießen zum Dr. phil. promoviert mit einer Dissertation über Das Wunderland der Pyramiden. Von 1883 bis 1893 lebte er in Schweinfurt. Er veröffentlichte zahlreiche Publikationen, vor allem nach seiner Pensionierung, unter anderem zur Ägyptologie und zur Pädagogik (Pestalozzi-Forschung).
1846 trat er der Frankfurter Freimaurerloge Socrates zur Standhaftigkeit bei, von 1874 bis 1880 war er Großmeister des Eklektischen Freimaurerbundes.

## Werke
- Franz Pyrard's erste und letzte Reise
- Johann Heinrich Pestalozzi's Leben, Wollen und Wirken, 1845
- Zwei maurerische Gedichte, den Brüdern in Liebe gewidmet von Karl Oppel, 14 Seiten, Frankfurt am Main, 1849
- Ein Wort über Knabenerziehung. In Briefen niedergeschrieben, zur Promotion eingereicht, 78 Seiten, 1858
- Kemi. Ägyptens Bedeutung für die Kulturentwicklung der Menschheit und Altägyptische Glaubenslehre, Frankfurt am Main, 1859
- Freimaurerei und ägyptisches Priesterthum. Rede, gehalten beim Jahresschlusse in der Loge Sokrates zur Standhaftigkeit im O., Frankfurt am Main, 1860
- Pythagoras und die Freimaurerei, Frankfurt am Main, 1861
  - 2. Auflage, 1862 (Digitalisat)
- Das alte Wunderland der Pyramiden: geographische, geschichtliche und kulturhistorische Bilder aus der Vorzeit, der Periode der Blüthe sowie des Verfalls des alten Aegyptens, Leipzig, 1863, in Illustrirte Jugend- und Hausbibliothek, 3. Serie, 6. Band; Erzählungen aus dem Alterthum, 1.
  - auch 1867
  - 2. Auflage, 1868
  - 3. verm. u. verb. Auflage, 1875
  - Das alte Wunderland der Pyramiden. Geographische,  geschichtl. und kulturhist. Bilder aus der Vorzeit, der Periode der Blüte, sowie des Verfalls des alten Aegyptens, 4. umgearb. und verm. Aufl., 405 Seiten, Ebendas., 1881
  - 5. umgearb. und verm. Aufl., 497 Seiten, 1906
  - 6. Aufl., 497 Seiten, 1906
  - Schwedische Übersetzung, Egypten, pyramidernas land, 1863, https://runeberg.org/egypten/
- Abenteuer im Feindesland. Eine Soldatengeschichte, Frankfurt am Main, 1865
- Die Thätigkeit des Unterstützungs-Comités der vereinigten Frankfurter Logen. Mitte Nov. 1870, Leipzig, 1870
- Neues Vademecum latomorum, Frankfurt am Main, 1872
- Johannisfestzeichnung 1872, von Karl Oppel, Frankfurt am Main, 1872
- Thiergeschichten. Erzählungen und Schilderungen aus dem Leben der Thiere, 636 Seiten, Wiesbaden, 1873
- Das Buch der Eltern. Praktische Anleitung zur häuslichen Erziehung der Kinder beiderlei Geschlechts vom frühesten Alter bis zur Selbstständigkeit, 504 Seiten, Frankfurt am Main, 1877
  - 2. Auflage, 504 Seiten, Frankfurt am Main, 1881
  - 3. verm. Auflage, 416 Seiten, Frankfurt am Main, 1882
  - 4. wesentl. verb. Auflage, 368 Seiten, Frankfurt am Main, 1896
  - 5. Auflage Durchgesehen u. m. Anmerkgn. sowie e. Lebensbilde des Verf. begleitet v. Jul. Ziehen, 391 Seiten, Frankfurt am Main, 1906
- Festzeichnung des Br. Karl Oppel, vortragen in der Loge Carl zum aufgehenden Licht am 28. April 1877, Frankfurt am Main, 1877
- Festgabe. Merkwürdige historische Begebenheiten. Zur Unterhaltung der reiferen Jugend erzählt, 347 Seiten, Ebend., 1878
  - 2. Auflage, 347 Seiten, Ebend., 1879
- Abenteuer des Kapitän Mago. Eine phönikische Weltfahrt vor 3000 Jahren mit Zugrundelegung des französischen Werkes von Cahun (bearb. u. m. e. geogr.-kulturhist. Einleitg. u. e. geschichtl. Schlusskapitel versehen), 376 Seiten, Leipzig, 1878
  - 2. Auflage, 376 Seiten, Leipzig, 1882
  - 3. Auflage, 324 Seiten, Leipzig, 1889
  - 4. Auflage, 324 Seiten, Leipzig, 1899
  - 5. Auflage, 324 Seiten, Leipzig, 1909
- Gutachtlicher Bericht der Großen Mutterloge des Eklektischen Freimaurerbundes über den Entwurf einer Bundesverfassung der vereinigten deutschen Großlogen. Zur Mittheilung an die Eklektischen Bundeslogen, Frankfurt am Main, 1879
- Tondichter-Album. Leben und Werke der hervorragendsten Meister der Tonkunst, zusammen mit seinem Bruder Wigand Oppel, 264 Seiten, Frankfurt am Main, 1879
  - auch 1.–5. Tausend, 277 Seiten, Coblenz, 1886
  - 7.–9. Tausend, 276 Seiten, Leipzig, 1897
- In Freud und Leid Brüder allzeit. Der ehrw. Gr. Loge von Preußen, gen. Royal York zur Freundschaft zur Einweihung ihres neuen Tempels in Liebe und Verehrung dargebracht von Karl Oppel, Frankfurt am Main, 1882
- Tambour und General. Erzählung aus der Geschichte des amerikanischen Freiheitskampfes. Auf Grundlage der Werke v. L. Rouffelet, Fr. Rapp, Will. C. Bryant u. Sydney H. Gay nebst anderen bearb., 334 Seiten, Ebend., 1884
- Zielbewusst und mit vereinter Kraft. Der Großen Mutterloge zum Feste hundertjährigen Bestehens des Eklektischen Bundes, 18. März 1883, gewidmet von Karl Oppel, Frankfurt am Main, 1883
- Städtegeschichten aus allen Gauen des Vaterlandes. Historische Erzählungen und Sittenschilderungen aus deutschen Städten, 366 Seiten, Leipzig, 1887
  - 2. Auflage, 366 Seiten, Leipzig, 1896
- Die alten Schweinfurter. Das Ende des 18. Jahrh. in der Freireichsstadt Schweinfurt. Auf Grund der im städt. Archiv befindl. Maßdörfer-Voit'schen handschriftl. Chronik den Vätern zur Ehr den Enkeln zur Lehr geschildert, 138 Seiten, Schweinfurt, 1892
- Die Brautfahrt. Schweinfurter Novellen aus den Jahren 1790, 91 u. 1801, Schweinfurt, 1894
- Heil Wittelsbach! Wie Pfalzgraf Otto Herzog von Bayern ward. Historische Erzählung aus der Zeit Rothbarks, 1894
- Hannibals Schwert. Schicksale und Thaten des größten Kriegshelden, der je gelebt. Romantische Erzählung für die reifere Jugend, 192 Seiten, Stuttgart, 1894
- Bilder aus der alten Musterschule. Dem Realgymnasium Musterschule in Frankfurt a. M. zu seiner Hundertjahrfeier am 18. IV. 1903 gewidmet, Frankfurt am Main, 1903